# Kyrkans barntimmar

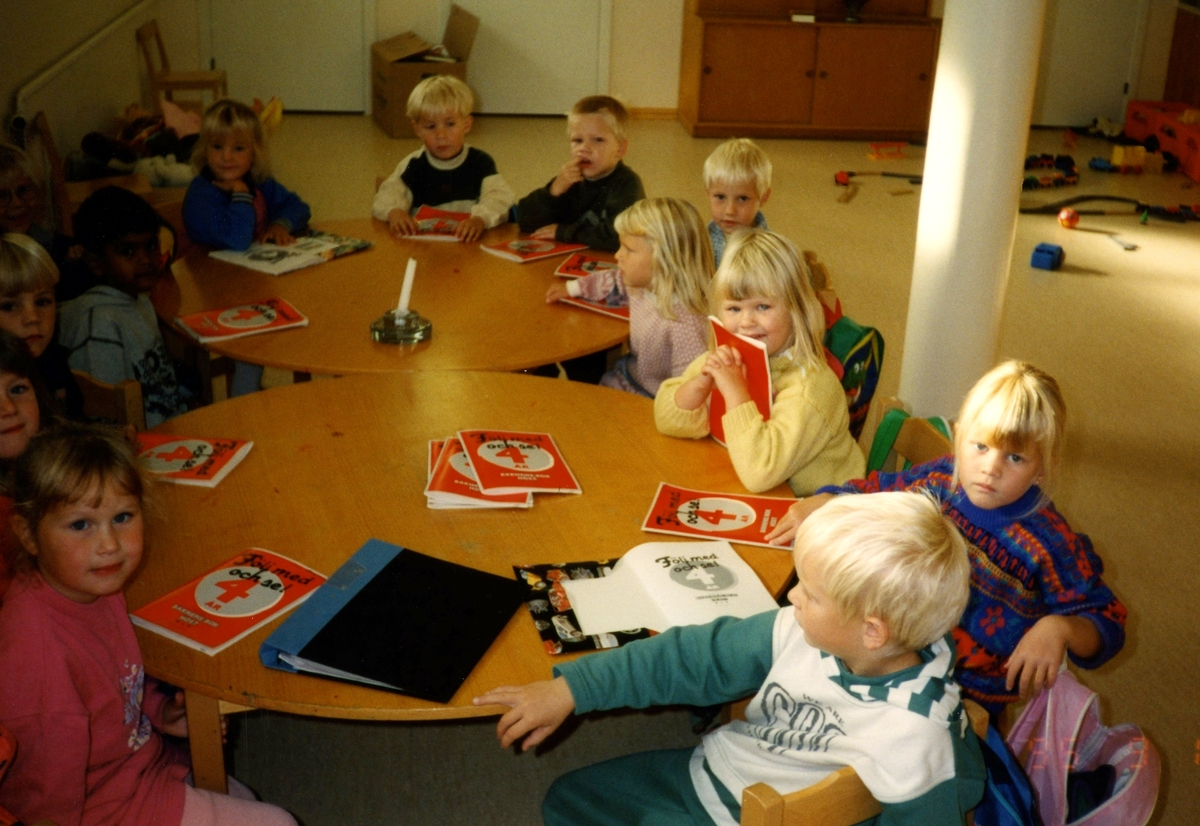
Kyrkans barntimmar i Kållereds församlingshem 1995.

Kyrkans barntimmar kallas en verksamhet som kristna samfund bedriver för barn i förskoleåldern. Till skillnad från söndagsskolan är verksamheten som regel förlagd till dagtid mitt i veckorna. Verksamhetens innehåll är som regel i huvudsak en öppen förskola med visst inslag av kristet budskap i form av sångstunder och en barnbön. Flera olika samfund erbjuder verksamhet med rubriken "kyrkans barntimmar".
I Svenska kyrkan hade fenomenet sin storhetsperiod under 1970- och 80-talen samt tidigt 90-tal. I början av 2000-talets första decennium rapporterades att verksamheten minskat på flera håll och ersatts av förskoleverksamhet.